# Иванковщина (Гомельская область)
Иванковщина (транслит.: Ivankaŭščyna; бел. Іва́нкаўшчына) — деревня в Мозырском районе Гомельской области Республики Беларусь. В составе Каменского сельсовета.
На юге и севере граничит с лесом.

## География

### Расположение
В 31 км на юго-запад от Мозыря, 160 км от Гомеля, 16 км от железнодорожной станции Козенки (на линии Калинковичи — Овруч).

### Гидрография
На юге, севере и западе мелиоративные каналы.

## Транспортная сеть
Транспортные связи по просёлочной, затем автомобильной дороге Мозырь — Махновичи. Планировка состоит из прямолинейной широтной улицы, пересекаемой дугообразной и прямолинейной улицами. На юго-востоке обособленная короткая улица. Застройка двусторонняя, деревянная, усадебного типа.

## Этимология
На карте Мозырщины селение появилось в начале XX в. Первым хуторянином был Иван, давший название будущему поселению.

## История
По письменным источникам известна с конца XIX века как село в Мелешковичской волости Мозырского уезда Минской губернии.
В 1900 году на этом хуторе в Мелешковичской волости было 26 жителей. В окрестностях, на болотных островах и лесных вырубках, находилось ещё 15 хуторов. В 1924 году в Иванковщине числилось 5 дворов, 36 жителей.
В 1931 году жители вступили в колхоз. В 1934 году на хуторе организован колхоз «17 партийный съезд». Председателем его избрали Кирея Здрока. Начали осушать окружающие болота, копать канавы. После сселения в единый центр всех хуторов в Иванковщине появилось три улицы. Открылись школа и магазин.
В Великой Отечественной войне участвовало более 80 сельчан. 8 января 1944 года освобождена от немецких оккупантов частями 7-го гвардейского кавалерийского корпуса Красной Армии с участием Мозырской партизанской бригады имени Александра Невского. 46 жителей погибли на фронте.
В 1960 году колхоз «17 партийный съезд» был присоединен к совхозу «Мозырский», затем к совхозам «Каменка» и «Красное Знамя».
Согласно переписи 1959 года в составе совхоза «Мозырская овощная фабрика» (центр — деревня Каменка). Работали магазин, клуб, библиотека.

## Население

### Численность
- 2021 год — 66 жителей.

### Динамика
- 1908 год — 5 дворов, 26 жителей.
- 1917 год — 36 жителей.
- 1925 год — 19 дворов.
- 1959 год — 576 жителей (согласно переписи).
- 2004 год — 79 хозяйств, 128 жителей.
- 2019 год — 42 хозяйств, 72 жителей.
- 2021 год — 66 жителей[2].

## Известные уроженцы
- Гусак Алексей Адамович — кандидат физико-математических наук, профессор[3].
- Гусак Николай Адамович — доктор физико-математических наук.
- Гусак Сергей Адамович — кандидат филологических наук.